# Xiphonychidion cyanipenne
Xiphonychidion cyanipenne är en stekelart som först beskrevs av Brulle 1846.  Xiphonychidion cyanipenne ingår i släktet Xiphonychidion och familjen brokparasitsteklar. Inga underarter finns listade i Catalogue of Life.